# نورت کانزاس سیتی (میزوری)
نورت کانزاس سیتی (به انگلیسی: North Kansas City) یک شهر در ایالات متحده آمریکا است که در شهرستان کلی، میزوری واقع شده‌است. نورت کانزاس سیتی ۱۱٫۹۹ کیلومتر مربع مساحت و ۴٬۲۰۸ نفر جمعیت دارد و ۲۲۶ متر بالاتر از سطح دریا واقع شده‌است.